# 圣马塞尔-波莱勒
圣马塞尔-波莱勒（法語：Saint-Marcel-Paulel，法語發音：[sɛ̃ maʁsɛl polɛl]）是法国上加龙省的一个市镇，属于图卢兹区。该市镇于1835年由原市镇圣马塞尔（Saint-Marcel）和波莱勒（Paulel）合并而成。

## 地理
圣马塞尔-波莱勒（43°39'43"N, 1°36'18"E）面积7.1 平方千米，位于法国奧克西塔尼大區上加龙省，该省份为法国西南部内陆省份，西南端与西班牙接壤，自此顺时针与上比利牛斯省、热尔省、塔恩-加龙省、塔恩省、奥德省和阿列日省接壤。
与圣马塞尔-波莱勒接壤的市镇（或旧市镇、城区）包括：邦勒波里凯、格拉尼亚格、拉瓦莱特、圣皮埃尔、韦尔费伊。
圣马塞尔-波莱勒的时区为UTC+01:00、UTC+02:00（夏令时）。

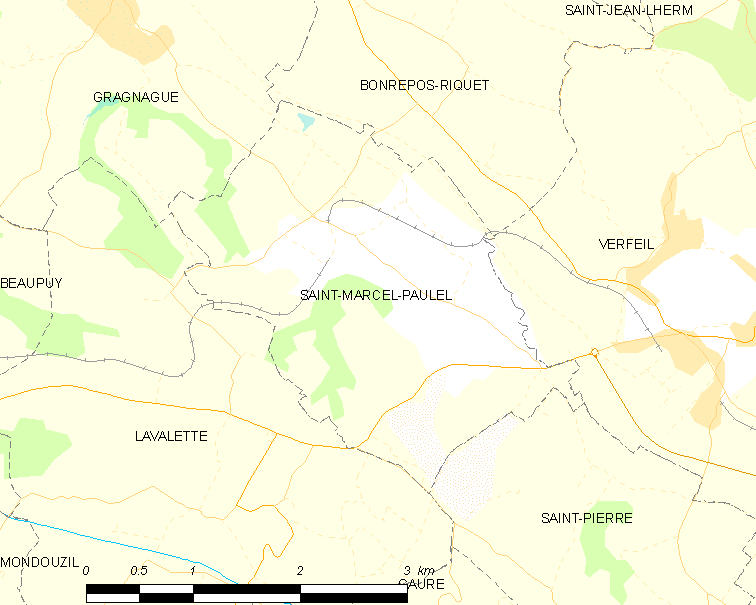
圣马塞尔-波莱勒的OSM定位图

## 行政
圣马塞尔-波莱勒的邮政编码为31590，INSEE市镇编码为31501。

## 图集

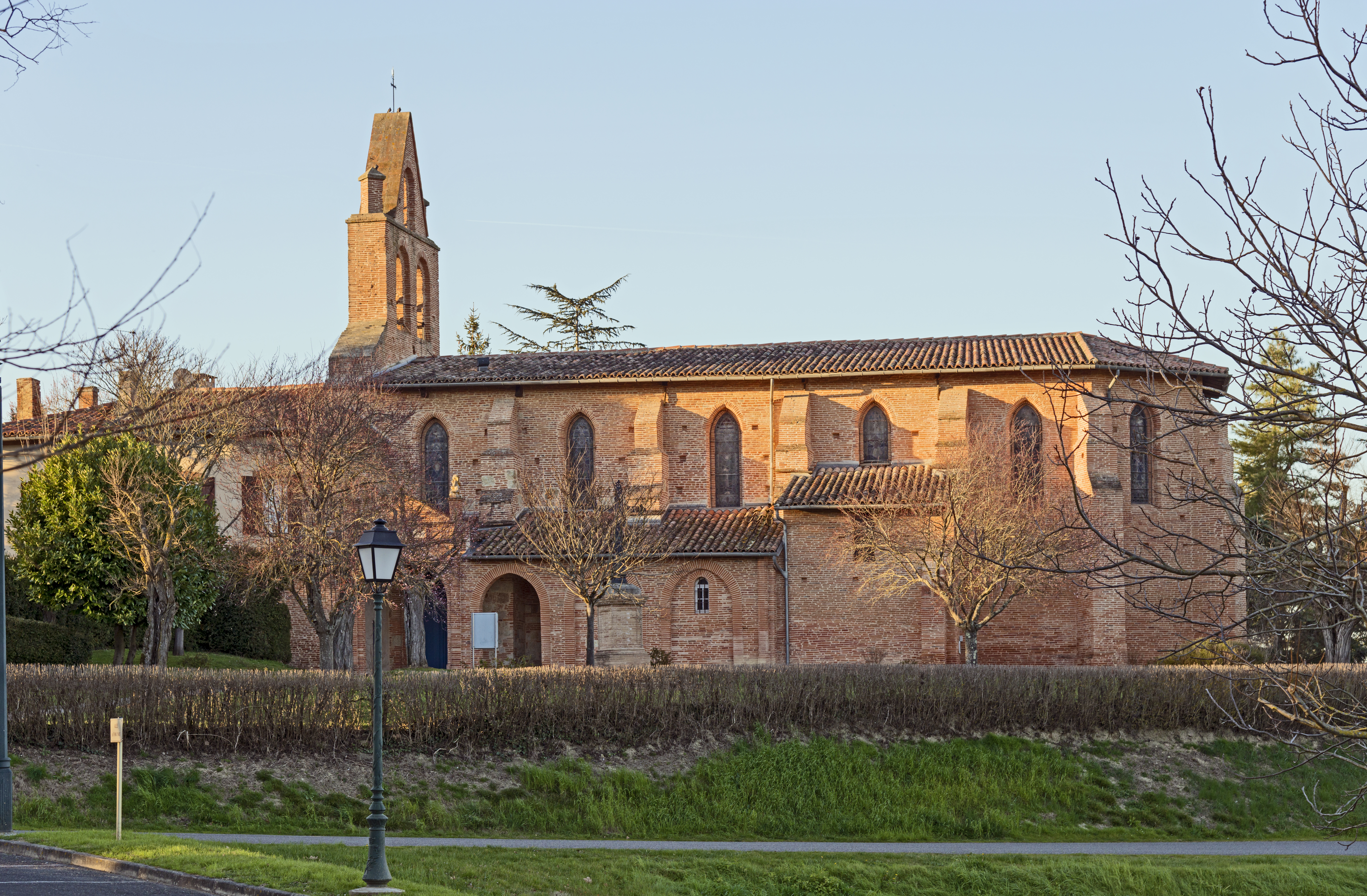
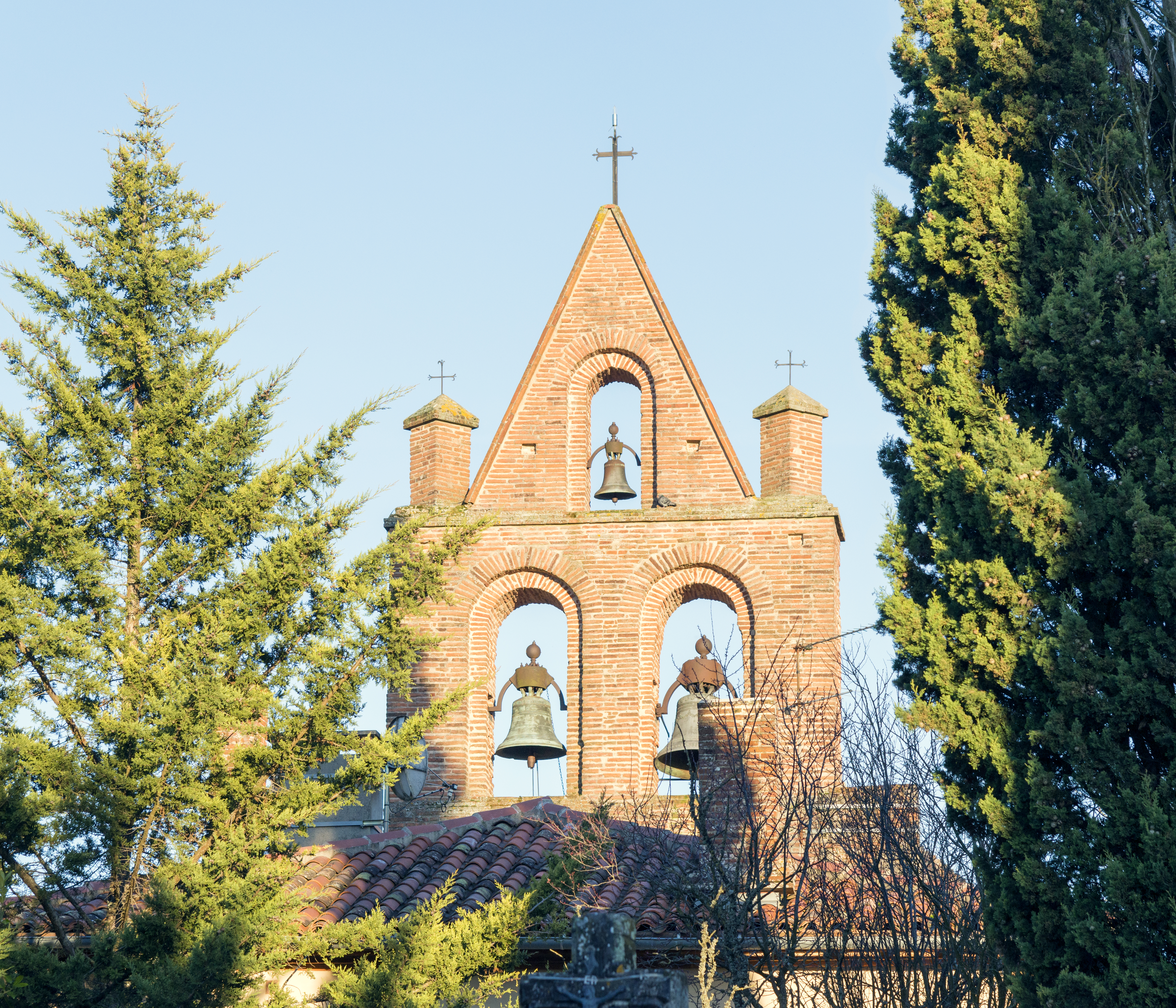
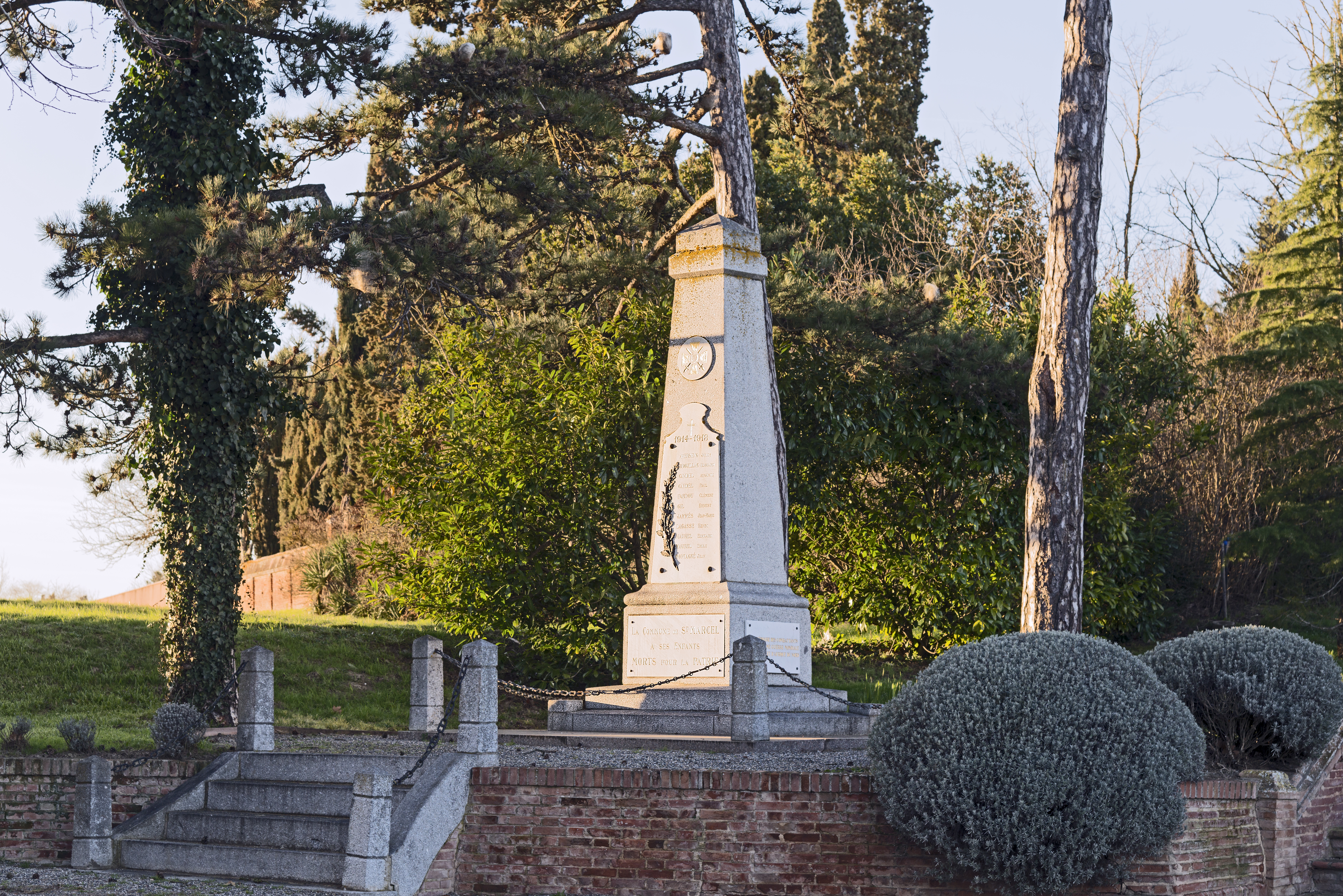

## 政治
圣马塞尔-波莱勒所属的省级选区为佩什博尼约县。

## 人口

1962-2008年间圣马塞尔-波莱勒人口变化图示

圣马塞尔-波莱勒于2022年1月1日时的人口数量为481人。